# Iwan Słeziuk
Iwan Słeziuk (ukr. Іван Слезюк, ur. 14 stycznia 1896 w Żywaczowie, zm. 2 grudnia 1973 w Iwano-Frankiwsku) – duchowny greckokatolicki, od 1945 biskup koadiutor w Stanisławowie, błogosławiony Kościoła katolickiego.
Ukończył sześć klas gimnazjum w Kołomyi. Święcenia przyjął w 1923 roku. Wyświęcony w 1945 roku na biskupa przez Grzegorza Chomyszyna, miał przejąć jego obowiązki w razie aresztowania. Aresztowany w czerwcu 1945, skazany w 1946 roku na 10 lat łagru, wyrok odbywał w Workucie. Uwolniony w 1954 roku. Ponownie aresztowany w 1962 roku i więziony przez następne 5 lat. W ostatnich latach życia często wzywany na przesłuchania.
Beatyfikowany przez papieża Jana Pawła II 27 czerwca 2001 na hipodromie we Lwowie podczas Liturgii, połączonej z beatyfikacjami 27 nowomęczenników greckokatolickich, odprawionej w obrządku bizantyjsko-ukraińskim, podczas pielgrzymki Jana Pawła II na Ukrainę.